# Шеней Граймс
Шеней Граймс-Біч ([ʃəˈneɪ]; (англ. Shenae Grimes); нар. 24 жовтня 1989, раніше Шена Граймс) — канадська акторка, що зіграла Енні Вілсон у серіалі The CW 90210, спін-офі телесеріалу Fox Район Беверлі-Гіллз. До цього виконувала повторювану роль у телесеріалі «Звичайно, Седі» та грала Дарсі Едвардс у серіалі CTV «Деграссі: Наступне покоління» протягом чотирьох сезонів.

## Ранній життєпис
Шеней Граймс-Біч народилася 24 жовтня 1989 року в Торонто провінції Онтаріо. Вона проходила стажування на Fashion Television у Торонто під час навчання в середній школі.

## Кар'єра

### Акторка
Граймс почала грати повторювальну роль Дарсі Едвардс у «Деграссі: Наступне покоління» у 2004 році, а у 2006 році цей персонаж почав регулярно з'являтися за сюжетом серіалу. У 2008 році Граймс покинула серіал і Канаду після того, як її затвердили на роль Енні Вілсон у телесеріал 90210: Нове покоління спін-офі CW Район Беверлі-Гіллз, 90210.
Вона також знімалася у фільмі Крізь об'єктив з Ешлі Тісдейл та зі своєю колишньою колегою по фільму «Деграссі: наступне покоління» Лорен Коллінз, а потім у «Справжніх зізнаннях голлівудської зірки» разом зі співачкою ДжоДжо.
У 2009 році Граймс була названа однією з найкрасивіших людей у світі без макіяжу за версією журналу People. Вона також знялася в музичному відеокліпі для синглу рок-гурту Our Lady Peace «All You Did Was Save My Life».
Граймс з'являється в німому модному короткометражному фільмі 2010 року «Unzipped». Вона також брала участь у зйомках відео YouTuber Freddie Wong «Gun Size Matters». Вона знялася в епізодичній ролі у фільмі жахів «Крик 4», який вийшов у квітні 2011 року
У 2011 році вона поїхала до Японії зі своїми колегами по серіалу 90210 Анною-Лінн МакКорд та Джесікою Строуп, щоб відвідати Asia Girls Explosion (AGE) у Токіо після зйомок фіналу третього сезону 90210: Нове покоління. Граймс затрималася в Японії через цунамі та землетрус. За словами актриси, вона перебувала в храмі Будди в той момент, коли стався перший землетрус. У Японії вона розпочала кампанію під назвою «Spread The Heart» з метою організації допомоги постраждалим після подій цунамі та землетрусів. Багато знаменитостей приєдналися до кампанії, яка згодом стала світовим рухом.
У травні 2011 року, під час перерви зйомок 90210, Шеней Граймс пройшла шеститижневе стажування в Teen Vogue у Нью-Йорку. Вона зазначила, що вона завжди мріяла стати редактором модного журналу. Восени 2011 року Шеней зняла відеокліп на оригінальну пісню Меган і Ліз «Are You Happy Now?» для підвищення обізнаності про боротьбу з булінгом у партнерстві з DoSomething.org. У 2013 році Граймс знялася у фільмі «Цукор» про дівчину-втікачку, яка живе на вулицях Веніс у Лос-Анджелесі.
У 2018 році Граймс почала грати детектива із розслідування вбивств Жаклін Купер у поліцейській драмі CTV «Деталі»; у цій ролі вона вперше зіграла дорослого персонажа.

### Інші проєкти
Світлини Граймс прикрашала обкладинки багатьох модних журналів, у тому числі US Nylon, Vervegirl, Saturday Night Magazine, Teen Prom і Dirrty Glam. Вона також була моделлю для Teen Vogue та Complex. Вона також знімалася в телевізійній рекламі для Coffee Crisp.
У 2014 році Шеней Граймс стала амбасадором бренду Annabelle Cosmetics у Монреалі. Як обличчя косметичної лінії, вона з'являлася в друкованих і телевізійних рекламних роликах для просування продуктів. У 2014 році Граймс та її чоловік Джош Біч запустили власну лінію одягу під назвою «Дві половинки». У лінійці представлені прикраси та одяг, які продавалися в Інтернеті та в бутику Jonathon + Olivia в Торонто.

## Особисте життя
Граймс почала зустрічатися з британським музикантом та моделлю Джошем Бічем у травні 2012 року. У грудні 2012 року, після дев'яти місяців стосунків, Граймс оголосила, що вони з Бічем заручені. Вони одружилися 10 травня 2013 року в Ешфорді, графство Кент, Англія. У травні 2018 року пара оголосила, що чекає первістка; у вересні 2018 року у них народилася донька. У серпні 2021 року в них народилася друга дитина — син
20 грудня 2019 року Граймс оголосила на своїй сторінці в Instagram, що стала громадянкою США і тепер має подвійне канадсько-американське громадянство. Граймс визнана атеїстка.

## Фільмографія
| Рік      | Назва                             | Роль             | Примітки               |
| -------- | --------------------------------- | ---------------- | ---------------------- |
| 2008 рік | Хресна дорога                     | Бріджит          |                        |
| 2009 рік | Мертвий, як я: життя після смерті | Дженніфер Хардік | Прямий перегляд фільму |
| 2011 рік | Крик 4                            | Труді            |                        |
| 2013 рік | Емпайр Стейт                      | Елені            |                        |
| 2013 рік | Цукор                             | цукор            |                        |
| 2017 рік | Кровавий Мед                      | Дженібель Хіт    |                        |
| 2018 рік | Граблі                            | Ешлі             |                        |

| Рік            | Назва                                            | Роль                 | Примітки                                                                                                 |
| -------------- | ------------------------------------------------ | -------------------- | --- |
| 2004–2008 роки | Деграссі: наступне покоління                     | Дарсі Едвардс        | Повторювана роль (сезони 4–5); головна роль (6–7 сезони); спеціально запрошена зірка (8 сезон); 40 серій |
| 2005 рік       | Шанайя: Життя у восьми альбомах                  | Підліток Шаная Твейн | Телевізійний фільм                                                                                       |
| 2005 рік       | Кевін Хілл                                       | Кеті Лассман         | Епізод: «Жертовні ягнята»                                                                                |
| 2005–2007 роки | Природно, Сейді                                  | Арден Олкотт         | Повторювана роль; 15 серій                                                                               |
| 2006 рік       | 72 години: Справжній злочин                      | Дівчинка-підліток    | Епізод: «Люст»                                                                                           |
| 2008–2013 роки | 90210: Нове покоління                            | Енні Вілсон          | Головна роль                                                                                             |
| 2008 рік       | Крізь об'єктив                                   | Cayenne              | Телевізійний фільм                                                                                       |
| 2008 рік       | Справжні зізнання голлівудської старлетки        | Марісса Даль         | Телевізійний фільм                                                                                       |
| 2009 рік       | Скасовано!                                       | Еббі                 | Не в титрах; епізод: «Совість стилю»                                                                     |
| 2010 рік       | Пагорби                                          | себе                 | Епізод: «Між рокером і ковадлом»                                                                         |
| 2012 рік       | Панк                                             | себе                 | Епізод: «Tyler the Creator»                                                                              |
| 2012 рік       | Топмодель по-американськи                        | себе                 | Епізод: «Дівчина, яка плаче вдома»                                                                       |
| 2012 рік       | Наступна топ-модель Великої Британії та Ірландії | себе                 | Цикл 8, епізод 12                                                                                        |
| 2014 рік       | Секрет дідівщини                                 | Меган Гарріс         | Телевізійний фільм                                                                                       |
| 2015 рік       | Christmas Incorporated                           | Райлі                | Відомий фільм                                                                                            |
| 2016 рік       | Гаряче біле Сандри Браун                         | Сейр Хойл            | Телевізійний фільм                                                                                       |
| 2016 рік       | Побачення з любов'ю                              | Алекс Аллен          | Телевізійний фільм                                                                                       |
| 2016 рік       | Молодята і Мертві                                | Крістін              | Телевізійний фільм                                                                                       |
| 2017 рік       | Механіка кохання                                 | Матті Дюпрі          | Телевізійний фільм                                                                                       |
| 2017 рік       | Я — зомбі                                        | Пайпер               | Епізод: «Dirt Nap Time»                                                                                  |
| 2018 рік       | Деталь                                           | Жаклін «Джек» Купер  | Головна роль                                                                                             |
| 2022 рік       | Коли я думаю про Різдво                          | Сара                 | Телевізійний фільм                                                                                       |

| Рік  | Назва                          | Режисер         | Примітки                                            |
| ---- | ------------------------------ | --------------- | --------------------------------------------------- |
| 2009 | «All You Did Was Save My Life» | Богоматері Миру | Знято в Гамільтоні, Онтаріо, Канада                 |
| 2010 | «Myself and I»                 | Шена Граймс     | режисерський, співацький та авторський дебют Граймс |
| 2011 | «Are You Happy Now?»           | Меган Ліз       | режисер                                             |

## Нагороди та номінації
| рік  | Нагорода                           | Категорія | Фільм                        | Результат | Посилання |
| ---- | ---------------------------------- | --- | ---------------------------- | --------- | --------- |
| 2006 | Молодий актор                      | Найкраща гра молодого ансамблю в серіалі (комедія чи драма) (Спільно з: Далмар Абузейд, Джон Брегар, Діанна Касалус, Деніел Кларк, Лорен Коллінз, Райан Кулі, Марк Донато, Джейк Епштейн, Стейсі Фарбер, Обрі Грем, Джейк Голдсбі, Джеймі Джонстон, Шейн Кіппел, Андреа Льюїс, Майк Лобел, Міріам Макдональд, Мелісса Макінтайр, Деніел Моррісон, Адамо Руджеро, Кессі Стіл і Сара Баррабл-Тішауер) | Деграссі: наступне покоління | Номінація | [ 34 ]    |
| 2007 | Gemini Award                       | Найкращий виступ у дитячій чи юнацькій програмі чи серіалі (Епізод «Очі без обличчя» ч. 2) | Деграссі: наступне покоління | Перемога  | [ 35 ]    |
| 2008 | Міжнародний кінофестиваль у Монако | Кращий акторський ансамбль (Спільно з: Томмі Ліутасом, Гареном Бояджяном, Брюсом Гучем і Шоном О'Нілом) | Хресна дорога                | Перемога  | [ 36 ]    |
| 2010 | Teen Choice Awards                 | Choice TV: Female Scene Stealer | Район Беверлі-Гіллз          | Номінація | [ 37 ]    |